# Stephen Warbeck
Stephen Warbeck (Southampton, Anglaterra, 1948) és un compositor de cinema anglès guanyador d'un Oscar l'any 1998 per Shakespeare in Love, i nominat cinc vegades pel BAFTA.

## Biografia
Warbeck va assistir a la Universitat de Bristol i va començar la seva carrera com a actor. Toca l'acordió i codirigeix el grup The hKippers amb Paul Bradley.
Warbeck començava a escriure música per al cinema i la televisió a principis dels anys 1990, component gradualment una filmografia considerable. Ha escrit música per a més de quaranta projectes de televisió, i ha rebut cinc nominacions al BAFTA, incloent-hi un per a la sèrie altament reeixida Prime Suspect (1990-1996). La llista de Warbeck de llargmetratges inclouen Mrs. Brown (1997), Mystery Men (1999), Quills (2000), Billy Elliot (2000), Captain Corellis's Mandolin (2001), Birthday Girl (2002).

## Filmografia
Ha compost música per pel·lícules com: 
- Sister My Sister (1994)
- Shakespeare in Love (1998)
- Mystery Men (1999)
- Billy Elliot (2000)
- La mandolina del capità Corelli (Captain Corelli's Mandolin) (2001)
- Charlotte Gray (2002)
- Two Brothers (2004)
- Proof (2005)
- The Debt (2010)